# أرغن هاموند
أرغن هاموند (بالإنجليزية: Hammond organ) هو أرغن كهربائي اخترعه لورنس هاموند وجون إم. هانرت وصنع أول مرة 1935. أنتجت عدة نسخ تتوفر معظمها على آليات تحكم تسمح بتغيير صوتها. كانت أوغنات هاموند في حدود سنة 1975 تنتج صوتها عن طريق تيار كهربائي ناتج عن دوران «عجلة نغمات» (بالإنجليزية: tonewheel) معدنية قرب لاقط كهرومغناطيسي ثم تقوى الإشارة بمضخم يشغل مكبر صوت. يستعمل الأرغن عادة مع مكبر Leslie.
صنع حوالي مليوني أرغن هاموند. سوقت شركة أرغن هاموند الأرغن في الأصل للكنائس كبديل قليل التكلفة للأرغن ذي الأنابيب أو كبديل للبيانو. سرعان ما أصبح شائعا بين موسيقيي الجاز المحترفين وثلاثيات الأرغن، وهي مجموعات صغيرة يمثل أرغن هاموند آلة أساسية فيها. اكتشف مالكوا نوادي الجاز ثلاثيات الأرغن أقل تكلفة من توظيف فرقة بيغ باند. ألهم جيل من عازفي الأرغن باستعمال جيمي سميث لHammond B-3 مع ميزاته الإيقاعية الإنسجامية الإضافية، وازداد انتشار استعماله في عقدي 1960 و 1970 في الريذم أند بلوز، الروك، الريغي، والبروغريسيف روك.
في عقد 1970 انتقلت شركة أرغن هاموند من «عجلات النغمات» إلى دارات متكاملة، لكن هذه الأرغنات كانت أقل شهرة وأغلقت الشركة سنة 1985. اشترت شركة Suzuki للآلة الموسيقية اسم Hammond وبدأت في تصنيع محاكيات رقمية لأكثر أرغنات «عجلات النغمات» شهرة. نتج عن هذا إنتاج "New B-3" سنة 2002، وهو إعادة تصنيع لأرغن B-3 الأصلي باستعمال تكنولوجيا رقمية. ما زالت Hammond-Suzuki تنتج عدة أنواع من الأرغن لكل من العازفين المحترفين والكنائس. حققت شركات مثل Korg، رولاند و Clavia نجاحا في توفير نسخ أخف وسهلة التنقل تحاكي أرغنات «عجلة النغمات» الأصلية. يمكن أن يحاكى صوت هاموند «عجلة النغمات» باستعمال برمجيات حديثة مثل نيتف إنسترمنتس B4.